# José de Craywinckel
José Marcos de Craywinckel y Hunneus, también conocido como José Tienda de Cuervo (Cartagena de Indias, Virreinato de Nueva Granada, 4 de mayo de 1715-Veracruz, Virreinato de Nueva España, 26 de mayo de 1764), fue un noble y militar español, gobernador y capitán general de la provincia de Sonora y Sinaloa y caballero de la Orden de Santiago.

## Biografía
José de Craywinckel nació en el seno de una destacada familia, perteneciente a la nobleza belga, al servicio de la monarquía hispánica. Fue hijo de Bartolomé de Craywinckel y de Maeyer, señor de Sombehe y Landeghem, nacido en Amberes; y de Juana Paula Hunneus, hija de Gil Hunneus, señor de Boyeghen. 
El padre de José de Craywinckel tuvo varios empleos bajo las órdenes del rey, entre los cuales se encuentra el de gobernador de la provincia de Yucatán. Hacia 1763, su hermano Manuel ostentaba el cargo de capitán de las Reales Guardias de Infantería; y el otro de sus hermanos, Francisco, el de ministro de la Junta de Comercio y Moneda, en la corte real. Su única hermana, María Francisca, contrajo matrimonio en Cartagena de Indias con Juan de Álvarez-Cuevas y Banquero, oficial de la Real Armada.
José de Craywinckel se graduó de capitán de Infantería en el año de 1740, sirviendo hasta 1749 en la plaza de Cartagena de Indias, en la guardia del Virrey de Santa Fe Sebastián de Eslava.
Era capitán del Regimiento de Dragones de Veracruz cuando el virrey marqués de Criullas lo nombró para los cargos expresados con fecha 15 de enero de 1761 y le entregó una instrucción sobre los problemas que tenía que afrontar. Esto tuvo lugar después de que por diversas razones el cargo de gobernador de las Provincias de Sonora y Sinaloa fuera rechazado por Pedro Montesinos de Lara, gobernador de la ciudad de Puebla, arguyendo a diversos e intrincados asuntos familiares, aunque en el fondo en su exposición de motivos insinuó los verdaderos: lejanía de esas provincias y constantes sublevaciones indígenas.
El 17 de abril de 1761, José de Craywinckel ya había armado el ejército de sus funciones y en agosto llegó a San Miguel de Horcasitas. Mandó una expedición que forzó a los seris a abandonar las posiciones del cerro Prieto, obligándolos a refugiarse en la isla del Tiburón y fue premiado con el ascenso a teniente coronel. Luchó en contra de los apaches; persiguió y castigó a una partida de indios rebeldes que habían cometido algunos excesos en Soyopa y fue quien estableció el servicio de correos entre las lejanas provincias a su mando y la ciudad de Guadalajara, donde hacía conexión con el que venía de México. Corría mensualmente de Horcasitas al sur y se presenciaba en Baroyeca, Álamos, El Fuerte, Culiacán y Rosario. En su corto período de gobernador destacó por avituallar a los soldados de los presidios.
Con motivo de la guerra de los Siete Años entre España e Inglaterra recibió instrucciones de entregar el gobierno y marchar a incorporarse a su regimiento habiendo salido de Horcasitas el 9 de diciembre de 1762. Trasladándose a marchas forzadas hacia la Ciudad de México enfermó gravemente en la travesía. Llegó los últimos días de febrero de 1763 a Veracruz, y murió el 26 de mayo, sin haber entrado en combate.

## Carrera militar
Después de la sólida educación que lo llevó al dominio de las "bellas artes" y al conocimiento de varios idiomas, se graduó como capitán de Infantería en 1740. Ese mismo año salió de España hacia Cartagena de Indias y, bajo el mando del capitán Sebastián de Eslava, combatió a los ingleses que habían invadido el puerto de Portobelo. Al finalizar la guerra y nombrado Eslava virrey de Nueva Granada, José de Craywinckel sirvió en la Compañía de la Guardia Virreinal.
En 1749, al término del gobierno de Eslava, regresa a España y ahí tuvo bajo sus órdenes la Secretaría de la dirección de Infantería. Unos meses más tarde, en 1750, por medio del rey Fernando VI, fue enviado a México para hacerse cargo de la Compañía de Dragones del puerto de Veracrúz. 
En Veracruz el virrey Agustín Ahumada y Villalón, marqués de las Amarillas, le confío la inspección de Nuevo Santander en 1757. Esta misión significó un avance para el conocimiento geográfico del seno mexicano (existen descripciones extensas de parajes, pueblos y misiones). El motivo real detrás de esta expedición era político, ya que se trataba de impedir la habilitación del puerto de Soto la Marina y el consecuente fortalecimiento de la élite del noroeste, que era encabezada por José Escandón. Los planes para la apertura del puerto, que impulsaba Escandón y los ganaderos y comerciantes de Nuevo Santander, amenazaba seriamente la estabilidad del monopolio que ejercían los almaceneros de México a través del puerto de Veracruz.